# Người Hồ
Người Hồ (胡人, Hồ nhân) theo nghĩa hẹp dùng để chỉ các sắc dân ngoại lai tại Trung Á và Tây Á, được sử dụng phổ biến trong các sử tịch và văn hiến vào thời nhà Đường. Tại Đột Quyết truyện trong Cựu Đường thư, ví như Hiệt Lợi Khả Hãn tại nội chính phương diện, rất tùy tiện nên được gọi là Hồ nhân. Theo nghĩa rộng vào thời cổ đại Trung Quốc, các dị tộc ở phương bắc và các dân tộc Tây Vực được gọi là Hồ Nhi (胡兒). "Hồ" là từ tiếng Hán chỉ các dân tộc khác với hàm ý khinh miệt, hoàng đế Thạch Lặc từng hạ lệnh cấm chỉ sử dụng chữ "Hồ" (胡), coi đây tội nghiêm trọng nhất trong hệ thống pháp luật Hậu Triệu.

## Các dân tộc được coi là người Hồ trong lịch sử Trung Quốc
| Dân tộc                                              | Cư trú trong lãnh thổ Trung Quốc | Thời kỳ xuất hiện trong lịch sử Trung Quốc                                                                                                   | Tên bên ngoài Trung Quốc                                        | Thời kỳ xuất hiện bên ngoài Trung Quốc                     |
| ---------------------------------------------------- | --- | --- | --------------------------------------------------------------- | ---------------------------------------------------------- |
| Sơn Nhung (山戎)                                     | Xích Phong Nội Mông | thời Xuân Thu (Yên Quốc thường bị người Sơn Nhung ở phía bắc xâm nhập), nhà Chu                                                              | Không rõ                                                        |                                                            |
| Khuyển Nhung (犬戎)                                  | | Nhà Chu | Không rõ                                                        | N/A                                                        |
| Đông Hồ (東胡)                                       | Đông Bắc Trung Quốc, Nội Mông | Nhà Chu |                                                                 |                                                            |
| Nguyệt Chi (月氏)                                    | Cam Túc, Tân Cương | Thế kỷ 6 TCN đến năm 162 TCN, sau bị Hung Nô trục xuất                                                                                       | Đế quốc Quý Sương, Thổ Hỏa La?                                  | Tại Trung Á thế kỷ 2 TCN                                   |
| Ô Hoàn (烏桓)                                        | Hắc Long Giang, Cát Lâm, phía tây Liêu Ninh và Nội Mông | Thế kỷ 4-3 TCN, sau bị người Hán đồng hóa | Không rõ                                                        |                                                            |
| Tiên Ti (鮮卑)                                       | Hắc Long Giang, Cát Lâm, Liêu Ninh, Mông Cổ và Nội Mông Cổ. Về sau di chuyển đến lưu vực Hoàng Hà. | Từ thế kỷ 4 TCN-thế kỷ 6 SCN, sau bị người Hán đồng hóa                                                                                      | Không rõ                                                        |                                                            |
| Hung Nô (匈奴)                                       | Mông Cổ, Nội Mông, tây bộ Đông Bắc Trung Quốc, bắc bộ Sơn Tây, Cam Túc, đông bộ Tân Cương. Nam Hung Nô di chuyển đến bắc bộ Trung Quốc lập ra các chính quyền Hán Triệu, Hồ Hạ, Bắc Lương. Bắc Hung Nô di cư về phía tây, hoặc đến Tân Cương, Mông Cổ.                                       | Thế kỷ 3 TCN đến thế kỷ 1 SCN | Người Hung ở Iran, Đông Âu                                      | Thế kỷ 3 TCN đến thế kỷ 4 SCN                              |
| Khương (羌)                                          | Cam Túc, Thanh Hải, tây bộ Tứ Xuyên, đông bộ Tân Cương, đông bắc bộ Tây Tạng | Tối đa là thế kỷ 14 TCN đến thế kỷ 10 TCN trong giáp cốt văn thời nhà Thương. Đến thời Ngụy Tấn Nam-Bắc triều dần dần bị người Hán đồng hóa. | Không rõ                                                        |                                                            |
| Đê (氐)                                              | Cam Túc, Thanh Hải, Tứ Xuyên, Sơn Tây | Thế kỷ 8-6 TCN, sau bị người Hán đồng hóa |                                                                 |                                                            |
| Yết (羯)                                             | Sơn Tây | Thế kỷ 2-4 SCN, tiêu vong sau các cuộc chiến với người Hán và các sắc dân khác                                                               | Không rõ                                                        |                                                            |
| Đinh Linh (丁零), Cao Xa (高車), Sơ Lặc (疏勒)       | Hồ Baikal, nay là vùng biên giữa Nga và Mông Cổ, sau di cư đến Sơn Tây và Tân Cương | Thế kỷ 1 TCN đến thế kỷ 5 SCN, về sau bị người Hán đồng hóa                                                                                  | Không rõ                                                        | Không rõ                                                   |
| Nhu Nhiên (柔然)/Nhuyễn Nhuyễn (蠕蠕)/Như Như (茹茹) | tại Mông Cổ, Nội Mông, bắc bộ Sơn Tây, Thiểm Tây, Cam Túc, Ninh Hạ và đông bộ Tân Cương | Đầu thế kỷ 3 SCN -đầu thế kỷ 6 | Người Avar Âu-Á tại Kavkaz và bán đảo Balkan (chưa xác minh rõ) | Xuất hiện tại Trung Á thế kỷ 6 đến thế kỷ 9                |
| Đột Quyết (突厥)                                     | tại Mông Cổ, Nội Mông Cổ, tây bộ Sơn Tây, Thiểm Tây, Cam Túc, Ninh Hạ, Tân Cương, đông bộ Kazakhstanvà Kyrgyzstan | Cuối thế kỷ 5 đến giữa thế kỷ 10 | Các dân tộc nói tiếng Đột Quyết tại Trung Á                     | Giữa thế kỷ 6 đến đầu thế kỷ 9                             |
| Hồi Hột (回紇)/Hồi Cốt (回鶻)                        | tại Mông Cổ, Nội Mông Cổ, tây bộ Sơn Tây, Thiểm Tây, Cam Túc cùng Ninh Hạ | Thế kỷ 7 đến thế kỷ 10 | tộc Duy Ngô Nhĩ tại Trung Á                                     | Thế kỷ 9 đến nay                                           |
| Thổ Phồn (吐蕃)                                      | tại Tây Tạng, Thanh Hải, tây bộ Tứ Xuyên, Cam Túc, nam bộ Sơn Tây và Tân Cương | Từ thế kỷ 6 đến nay | Ấn Độ, Nepal và người theo Phật giáo Tây Tạng。                 | Từ thế kỷ 6 đến nay                                        |
| Khiết Đan (契丹)                                     | tại Mông Cổ, Nội Mông, Hắc Long Giang, Liêu Ninh, bắc bộ Sơn Tây và Hà Bắc, sau di chuyển đến Tân Cương, Kazakhstan và Vân Nam. Đã lập nên nhà Liêu và Tây Liêu. | 388 đến 1125 | Không                                                           |                                                            |
| Khố Mạc Hề (庫莫奚)/Hề tộc (奚族)                    | Là một bộ phận của Vũ Văn bộ Tiên Ti, có khả năng đồng tộc với Khiết Đan | Thế kỷ 4 đến giữa thế kỷ 12 | Không rõ                                                        | Không rõ                                                   |
| Thất Vi (室韋)                                       | Mông Cổ, Nội Mông, phía tây Đông Bắc Trung Quốc và phía nam Siberia | Thế kỷ 6 đến thế kỷ 10 | Không rõ                                                        |                                                            |
| Mông Cổ (蒙古)                                       | Trước thời Thành Cát Tư Hãn, tại Mông Cổ, Nội Mông, tây bộ Đông Bắc Trung Quốc, đông bộ Tân Cương, nam bộ Siberia. Đã lập nên Đế quốc Mông Cổ và nhà Nguyên. Sau khi nhà Nguyên diệt vong, các bộ lạc Ngõa Lạt (Oirat), Khách Nhĩ Khách (Khalka) tiếp tục sinh sống tại thảo nguyên Mông Cổ. | Thế kỷ 8 đến nay | Người Mông Cổ                                                   | Thế kỷ 12 đến nay                                          |
| Đảng Hạng (黨項)                                     | Ninh Hạ, Cam Túc, bắc bộ Sơn Tây, tây nam bộ Mông Cổ, đông nam bộ Tân Cương. Đã lập nên Tây Hạ. | giữa thế kỷ 8 đến đầu thế kỷ 13 | Không                                                           | Không rõ                                                   |
| Mạt Hạt (靺鞨)                                       | Đông Bắc Trung Quốc và đông bắc Nội Mông, đã lập nên Cao Câu Ly, Vật Cát Quốc, Bột Hải Quốc. | từ thế kỷ 7 đến đầu thế kỷ 10 | phát triển thành các dân tộc Tungus                             |                                                            |
| Nữ Chân (女真)                                       | Mãn Châu và đông bắc bộ Nội Mông | Thế kỷ 10 đến nay, lập nên nhà Kim và nhà Thanh.                                                                                             | Nữ Chân, người Mãn                                              | Vào thế kỷ 17, người Nga đầu tiên phát hiện người Mãn Châu |

## Quan hệ với Hán tộc
Quan hệ giữa người Hán và các dân tộc Hồ phía bắc trong suốt lịch sử là phức tạp, có cả hợp tác lẫn chiến tranh (thường xuyên có xung đột quân sự từ thời Ngũ Hồ loạn Hoa cho tới tận thời Minh – Thanh). Tuy nhiên các dân tộc thiểu số trong quá trình hòa huyết với Hán tộc (Hán hóa) đã góp phần to lớn trong công cuộc mở rộng lãnh thổ Trung Quốc như ngày nay. Cần nhớ rằng do khu vực cư trú xen kẽ với Hán tộc từ thời thượng cổ cho đến tận ngày nay nên các dân tộc gốc du mục phương Bắc có sự tiếp thu rất sớm về nhiều mặt đối với văn hóa Hoa Hạ. Vì thế, việc coi các dân tộc du mục phương Bắc (đặc biệt là sau thời Tây Tấn) thiếu văn minh là cái nhìn phần nhiều mang tính phiến diện do ảnh hưởng bởi tư tưởng bá quyền của các triều đại gốc Hoa Hạ.

### Người Hồ-Hán
Người Hồ-Hán là những người sinh ra trong quá trình cộng cư và hỗn huyết giữa người Hán và người Hồ. Đây là một quá trình quan trọng trải dài trong lịch sử Trung Quốc từ thời thượng cổ (giai đoạn lập quốc sơ khai tại Trung Nguyên - Hoa Hạ) cho đến thời nhà Thanh. Dưới đây là danh sách một số người Hồ-Hán nổi tiếng trong lịch sử:
- Tùy Dạng Đế (Dương Quảng), hoàng đế thứ hai của nhà Tùy. Tùy Dạng Đế có thân mẫu (Văn Hiến hoàng hậu) là người dân tộc Tiên Ti, con gái của Độc Cô Tín.
- Tất cả các hoàng đế nhà Đường (618–907) từ Đường Cao Tổ Lý Uyên trở đi đều là người Hồ-Hán (Lý Uyên có 1/4 huyết thống người Hồ từ mẹ). Lý Uyên có mẫu thân Nguyên Trinh Hoàng hậu là người dân tộc Tiên Ti, con gái của Độc Cô Tín.
- Lý Bạch, nhà thơ nổi tiếng sống thời Đường. Lý Bạch có thân mẫu là người Tây Vực (tuy nhiên điều này không hoàn toàn chắc chắn).

## Triều đại và chính quyền của người dân tộc thiểu số
- Nhiều quốc gia trong thời kỳ Thập lục quốc
- Bắc Ngụy
- Hậu Đường
- Hậu Tấn
- Hậu Hán
- Liêu
- Tây Hạ
- Kim
- Nguyên
- Thanh